# Жак Тібо
Жак Тібо́ (фр. Jacques Thibaud, 27 вересня 1880 — 1 вересня 1953) — французький скрипаль.
Народився в Бордо. Вчився у 1893–1896 роках в Паризькій консерваторії у Мартіна Марсика, і заробляв на життя грою на скрипці в Парижі в Café Rouge. Там його помітив диригент Едуар Колон, і запросив його в свій оркестр. у 1898 році почав концертувати як соліст, виступав у багатьох європейських країнах і в США. З двома братами — піаністом і віолончелістом створив тріо.
Разом з Пабло Казальсом і Альфредом Корто створив знамените тріо, активне у 1906–1933 роках.
Разом з Маргарити Лонг організовував у 1943 році Міжнародний конкурс, що став носити ім'я цих музикантів. Ежен Ізаї присвятив йому Другу сонату для скрипки соло.
Жак Тібо загинув 1 вересня 1953 в авіакатастрофі над Французькими Альпами під час перельоту на гастролі до Азії.